# Tiêu Dương
Tiêu Dương (giản thể: 肖扬; phồn thể: 蕭揚; bính âm: Xiāo Yáng; Việt bính: Chiu3 Yeung4; sinh tháng 8 năm 1938 – mất 19 tháng 4 năm 2019) là chính khách nước Cộng hòa Nhân dân Trung Hoa. Ông từng là Bộ trưởng Bộ Tư pháp Trung Quốc và Chánh án Tòa án Nhân dân Tối cao Trung Quốc.

## Tiểu sử

### Thân thế
Tiêu Dương là người Hán sinh tháng 8 năm 1938 tại Hà Nguyên, tỉnh Quảng Đông.

### Giáo dục
Năm 1957 đến năm 1962, Tiêu Dương theo học khoa pháp luật tại Đại học Nhân dân Trung Quốc.

### Sự nghiệp
Năm 1962, sau khi tốt nghiệp đại học, từ tháng 1 đến tháng 8 năm 1962, Tiêu Dương được phân công về đảm nhiệm vai trò giáo viên Trường Cán bộ Chính trị và Pháp luật Khu tự trị Duy Ngô Nhĩ Tân Cương. Năm 1962 đến năm 1969, ông là cán bộ Cục Công an huyện Khúc Giang, tỉnh Quảng Đông nay thuộc Khu Khúc Giang, tỉnh Quảng Đông. Tháng 5 năm 1966, ông gia nhập Đảng Cộng sản Trung Quốc. Năm 1969 đến năm 1975, ông chuyển sang làm cán sự Ban Tuyên truyền Huyện ủy Khúc Giang, cán sự Văn phòng Huyện ủy, Phó Chủ nhiệm Văn phòng Huyện ủy Khúc Giang. Năm 1975 đến năm 1981, ông được bổ nhiệm làm Bí thư Đảng ủy công xã Long Quy, huyện Khúc Giang, tỉnh Quảng Đông và Ủy viên Ban Thường vụ Huyện ủy kiêm Chủ nhiệm Văn phòng Huyện ủy Khúc Giang. Năm 1981 đến năm 1983, ông được bổ nhiệm làm Bí thư Đảng ủy Khu Vũ Giang, thành phố Thiều Quan, tỉnh Quảng Đông và Phó Bí thư Địa ủy Địa khu Thanh Viễn nay thuộc thành phố Thanh Viễn, tỉnh Quảng Đông.
Năm 1983, Tiêu Dương được điều chuyển làm Phó Bí thư tổ Đảng Viện Kiểm sát Nhân dân tỉnh Quảng Đông, Phó Viện trưởng Viện Kiểm sát Nhân dân tỉnh Quảng Đông. Năm 1986, ông được bổ nhiệm giữ chức vụ Bí thư tổ Đảng, Viện trưởng Viện Kiểm sát Nhân dân tỉnh Quảng Đông. Năm 1990, ông được điều lên trung ương công tác, giữ chức vụ thành viên tổ Đảng Viện Kiểm sát Nhân dân Tối cao, Ủy viên Ủy ban Kiểm sát, Phó Viện trưởng Viện Kiểm sát Nhân dân Tối cao Trung Quốc. Năm 1992, ông được bổ nhiệm làm Phó Bí thư tổ Đảng Viện Kiểm sát Nhân dân Tối cao, Ủy viên Ủy ban Kiểm sát, Phó Viện trưởng Viện Kiểm sát Nhân dân Tối cao Trung Quốc.
Năm 1993, Tiêu Dương được bổ nhiệm giữ chức vụ Bí thư tổ Đảng Bộ Tư pháp, Bộ trưởng Bộ Tư pháp Trung Quốc trong nội các của Thủ tướng Lý Bằng. Tháng 9 năm 1997, tại Đại hội Đảng Cộng sản Trung Quốc lần thứ 15, ông được bầu làm Ủy viên Ban Chấp hành Trung ương Đảng Cộng sản Trung Hoa khóa 15. Tháng 3 năm 1998, ông được bầu làm Bí thư tổ Đảng Tòa án Nhân dân Tối cao, Ủy viên Ủy ban Thẩm phán, Chánh án Tòa án Nhân dân Tối cao Trung Quốc thay cho ông Nhậm Kiến Tân. Ngày 14 tháng 11 năm 2002, tại phiên bế mạc Đại hội Đảng Cộng sản Trung Quốc lần thứ 16, ông được bầu làm Ủy viên Ban Chấp hành Trung ương Đảng Cộng sản Trung Hoa khóa 16. Tháng 3 năm 2003, ông tiếp tục được bầu tái đắc cử chức vụ Chánh án Tòa án Nhân dân Tối cao Trung Quốc và giữ cương vị này đến tháng 3 năm 2008.